# كلاتة جعفر
كلاتة جعفر (بالفارسية: کلاته جعفر) هي قرية تقع في قسم رادكان الريفي (مقاطعة تشناران) في إيران. يقدر عدد سكانها بـ 60 نسمة .